# Гильом I де Бюр
Гильом I де Бюр (фр. Guillaume de Bures; ум. 1142) — князь Галилеи.
Французский дворянин из местности Бюр-сюр-Иветт (Иль-де-Франс). Прибыл в Иерусалимское королевство вместе с братом Годфруа не позднее 1115 г. В 1119 году они участвовали в вылазке на мусульманскую территорию по ту сторону реки Иордан, в ходе которой Годфруа погиб.
Когда Жосселин де Куртене получил графство Эдесса, он отказался от княжества Галилея (Тибериада), и король отдал его Гильому де Бюру (1118).
После смерти Эсташа Гренье (1123) во время нахождения короля Балдуина в плену — коннетабль и бальи (регент) Иерусалимского королевства.
В 1128 году находился в составе делегации, посланной во Францию для выбора жениха для Мелисенды — дочери Балдуина.
Гильом де Бюр умер в 1142 году. Ему наследовал племянник — Элинар, вероятно — сын Годфруа.
Некоторые историки (например, Мейер) считают, что Гильом I де Бюр и Гильом II де Бюр, князь Галилеи в 1153—1158 — один и тот же человек, правивший с перерывом из-за того, что в 1143 году был изгнан Мелисендой.